# Asia Sułtanowa
Asia Bachisz-kyzy Sułtanowa (ros. Ася Бахиш-кызы Султанова, ur. 16 października 1925 w Baku, zm. 22 listopada 2021 w Moskwie) – radziecka i rosyjska kompozytorka pochodzenia azerskiego.

## Życiorys
Pochodziła z rodziny Azerów. Jej ojciec był geologiem, a matka nauczycielką języka angielskiego. Uczyła się muzyki w szkole muzycznej w Baku. Studiowała w Konserwatorium Moskiewskim u Jewgienija Gołubiewa i Wissariona Szebalina. Pracowała jako montażystka muzyczna Centralnego Studia Filmów Dokumentalnych (CSDF). Mieszkała w Moskwie.
Jej partnerem życiowym był kompozytor Władimir Szainski (źródła są rozbieżne: byli małżeństwem lub nie wzięli ślubu).

## Nagrody
- Zasłużennyj diejatiel iskusstw Azierbajdżanskoj SSR(inne języki) (1967)[3]

## Twórczość
Pisała m.in. muzykę orkiestrową i kameralną, utwory fortepianowe, pieśni dziecięce, muzykę filmową. Jej muzyka cechuje się lekkością i melodyjnością, nawiązywała w swej twórczości do muzyki azerskiej. Wybrane dzieła:
- Wariacje na skrzypce i fortepian[2]
- Sonata na fortepian (1946)[2]
- Sonatina na fortepian (1954)[2]
- Szczęście, kantata[2]
- Opiewam Ojczyznę, kantata[2]
- Oda na głos i orkiestrę[2]
- muzyka do filmu Palestincy: prawo na żyzń (1978)[5]